# Rosyth
Rosyth is een havenplaats in het Schotse raadsgebied Fife, aan de Firth of Forth. Rosyth telt 13.570 inwoners. Rosyth ligt ongeveer 5 kilometer ten zuiden van Dunfermline. De plaats wordt door de M90 gescheiden van het naburige Inverkeithing. Deze M90 vormt de verbinding met Edinburgh en Perth. De A823 vormt de verbinding met Dunfermline en de A823 vormt via de noordkust van de Firth of Forth de verbinding met Kincardine. Daarnaast is er ook een station aan de Fife Circle Line. 

## Rosyth Castle

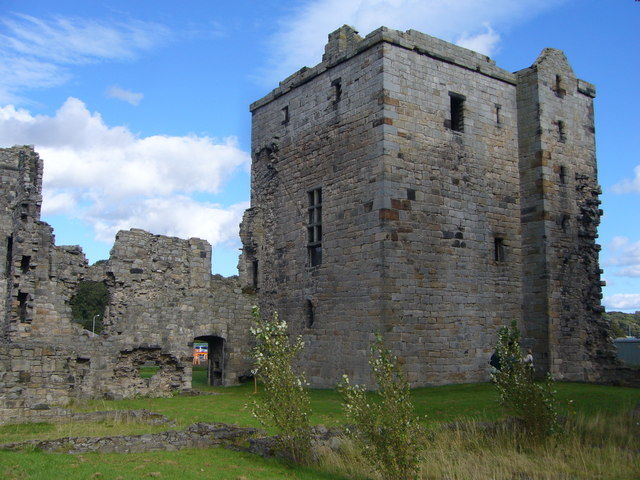
Rosyth Castle

Op het terrein van de marinewerf staat Rosyth Castle. Het stadskasteel is gebouwd door Sir David Stewart in de 15e eeuw en stond bij het begin op een eiland in de Firth of Forth. Alleen bij eb was het over land te bereiken. Rond de 18e eeuw werd het niet meer bewoond en raakte in verval. Het kasteel en bijgebouwen werden gedeeltelijk gesloopt en de bouwmaterialen werden gebruikt voor andere gebouwen. In 1903 kwam het in handen van de Britse regering die een groot stuk land had gekocht voor de aanleg van de marinehaven en werf. Plannen om het gebouw te renoveren werden niet uitgevoerd, maar wel werden maatregelen genomen om het te behouden. Het huis is tegenwoordig in privéhanden.

## Marinewerf
In Rosyth ligt een belangrijke marinewerf. Op 5 maart 1904 nam de regering een besluit hier een marinehaven te vestigen. De Duitse marine nam in omvang toe en de Britse marine zocht nieuwe havens op een veilige afstand van Duitsland. Rosyth werd gekozen, de locatie aan de diepe Firth of Forth was gemakkelijk te verdedigen, er waren goede spoorverbindingen en de schepen konden snel uitvaren en de doorgang van Duitse schepen van de Noordzee naar de Atlantische Oceaan blokkeren. Een nadeel was de grote Forth Bridge, zou deze worden vernietigd en instorten, dan lagen de schepen opgesloten in de fjord omdat de weg naar de open zee was geblokkeerd. Mede door de hoge kosten voor de bouw, er moesten ook huizen voor de arbeiders worden gebouwd, was de ontwikkeling van de werf een langzaam proces. Toen de Eerste Wereldoorlog uitbrak werd Scapa Flow de thuishaven en niet Rosyth. Vier dagen na het bombardement op Scarborough, Hartlepool en Whitby kreeg admiraal Beatty toestemming Rosyth te gebruiken als thuisbasis voor zijn eenheid van slagkruisers. De Duitse aanval had de noodzaak van Britse schepen dichter bij de Engelse oostkust aangetoond. Op 21 december 1914 meerden zijn schepen in Rosyth aan. De twee grote droogdokken werden pas in 1916 opgeleverd.
Tijdens de Tweede Wereldoorlog en de Koude Oorlog was het een belangrijke basis voor de Britse marine. Het kreeg een sleutelrol in de bouw en onderhoud van nucleaire onderzeeboten. Tot 1994 hadden marineschepen hier hun thuisbasis, maar dit kwam in dat jaar teneinde. De werf bleef behouden maar werd in 1987 gedeeltelijk geprivatiseerd. Het Britse bedrijf Babcock International, in samenwerking met Thorn EMI, nam alle activiteiten over al bleef de werf in bezit van de Britse marine. In 1993 volgde de verkoop van de werf. Babcock had inmiddels partner Thorn EMI uitgekocht en nam begin 1997 de werf over. Er werkten toen zo'n 3000 mensen op de werf.
Tegenwoordig liggen bij de werf verouderde nucleaire onderzeeboten. Deze worden ontmanteld en vanwege de radioactiviteit is dit een langdurig proces. De werf is ook de bouwplaats voor de twee nieuwe vliegdekschepen van de Queen Elizabethklasse. Hiervoor werd in 2011 de Goliath portaalkraan geïnstalleerd, met een hefvermogen van 1000 ton. Verder levert de werf diensten voor de offshore olie- en gaswinning en windparken.

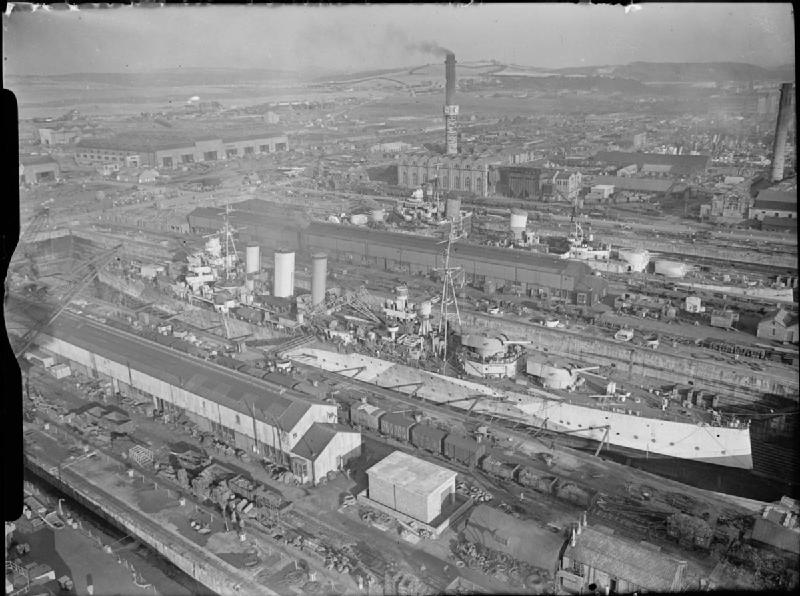
De werf tijdens de Tweede Wereldoorlog met twee kruisers in de dokken.
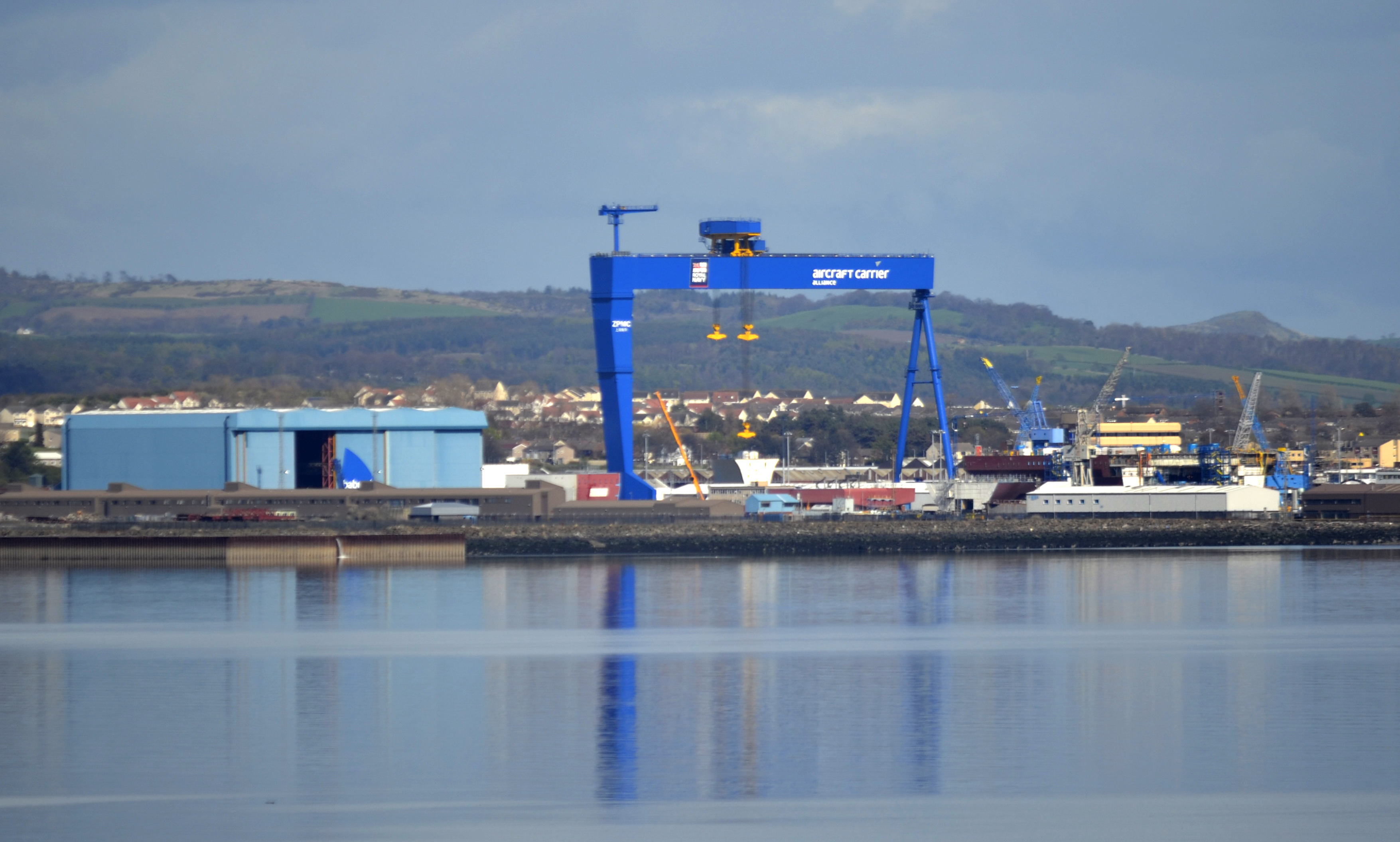
Goliath kraan voor de bouw van de vliegdekschepen.
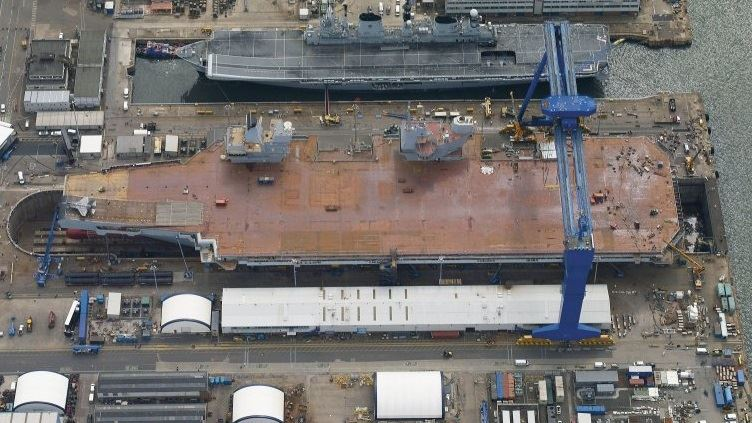
Bouw van HMS Queen Elizabeth en daarachter de oude HMS Illustrious (R06).

## Veerdienst

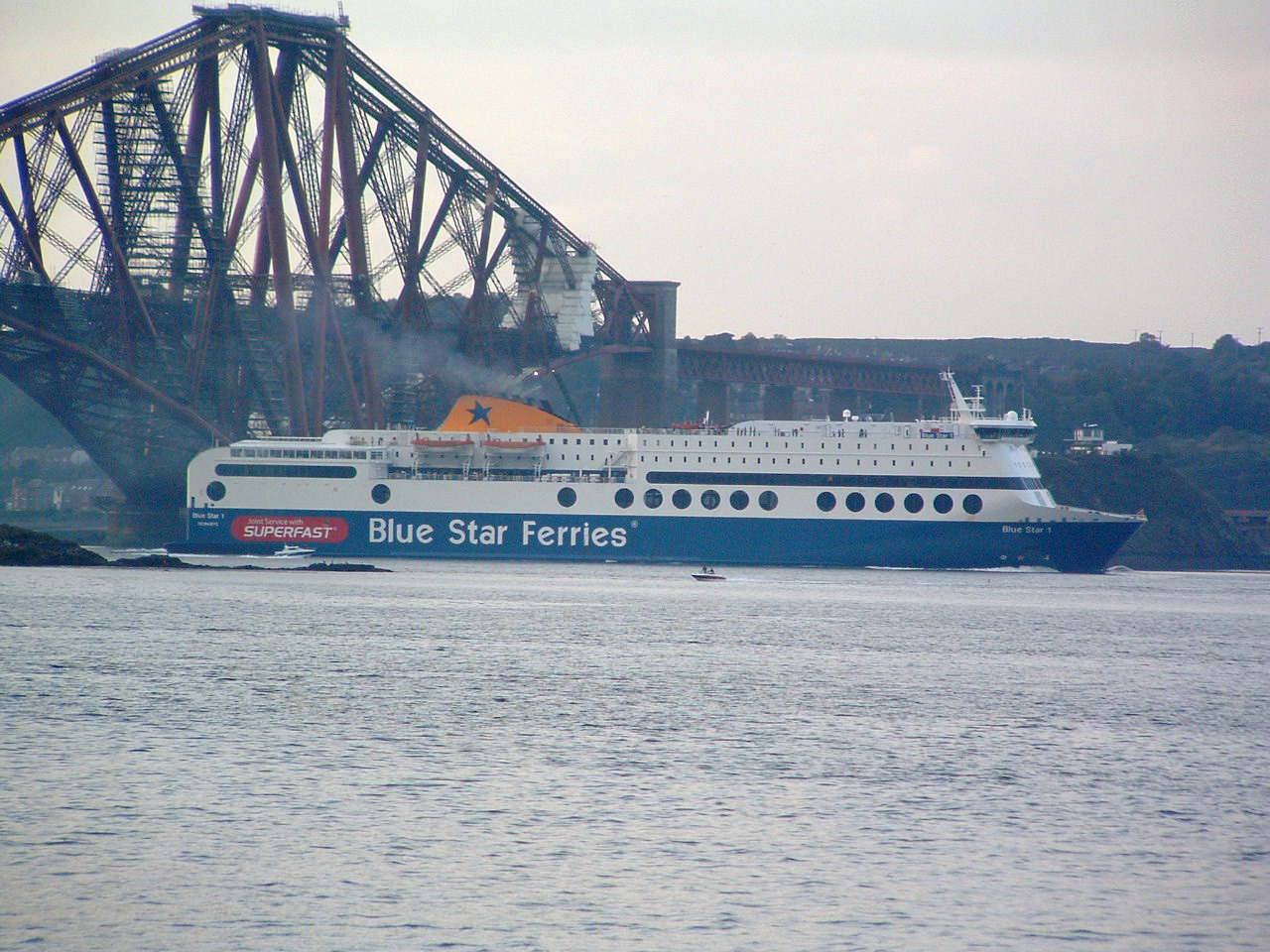
De Blue Star onderweg naar Rosyth vanuit Zeebrugge

Sinds 2002 was er een nachtelijke veerdienst tussen Rosyth en Zeebrugge. In september 2008 stopte Superfast Ferries met deze veerdienst, maar in mei 2009 startte Norfolkline de dienst weer op. DFDS Seaways nam de veerdienst over en maakte er een veerdienst alleen voor vrachtverkeer van. De veerdienst voor passagiers werd eind 2010 opgeheven. In 2018 werd de dienst stopgezet na een brand aan boord van een van de schepen. 